# Begur, Tumkur
Begur là một làng thuộc tehsil Tumkur, huyện Tumkur, bang Karnataka, Ấn Độ.